# 溫祥英

溫祥英（Wan Kok Seng，1940年9月11日—），學名溫國生。祖籍廣東新寧，生於霹靂州太平。曾用筆名山芭仔、半閑人、溫臧。

## 生平
溫國生結婚後按舊俗已算成人，由裁縫店伙計李伯提供一連串字中，溫氏居然選了「英」字，犯母親黃雪英諱，而「祥」乃溫族輩份。婚後隨即以「溫祥英」當筆名。家裡經營裁縫店。1946年原入讀太平華聯小學，後因學習不佳1949年轉讀太平愛德華英校，成績轉優。課餘讀母語班，1954年華聯夜校讀中文。1959年、1960年於怡保安德申英校讀大學先修班。曾在《建國日報》學生園地發表小說兩篇。《蕉風》時期，開始以乳名「山芭仔」為筆名撰寫小說。
1961年-1965年，就讀馬來亞大學英國文學系，副修歷史，並獲得教育文憑。大學時期參與荒原社。大學畢業後，1965年赴檳島聖芳濟中學敎英文、歷史，從此定居檳城。1980年升任聖芳濟中學副校長，1995年2月為浮羅山背聖心中心校長，同年9月退休。1970年與冰谷、菊凡、宋子衡、游牧、蕭冰、艾文組織棕櫚出版社，任財政。
溫母目不識丁，溫父粗通文字。溫祥英最初的文學滋養來自武俠小說、《星期六週刊》，再從苗秀《新加坡屋頂下》、杏影《南洋商報·文風版》學習寫作。年少一度喜好模仿韋暈句法，並熱愛魯迅、巴金、俄羅斯文學。

## 作品
- 《溫祥英短篇》，吉打：棕櫚出版社，1974年。

- China : Imperialisme Barat dan Kesannya. Kuala Lumpur : Longman, 1979.（原英文撰寫）

- 《半閑文藝》，八打靈：蕉風，1990年。

- 《自畫像》，吉隆坡：大將，2007年。

- 《清教徒》，吉隆坡：有人，2009年。

- 《新寧阿伯》，吉隆坡：大將，2012年。

## 研究現狀
- 陳志鴻〈上半身到下半身：試論溫祥英小說〉，《星洲日報·文藝春秋》，2007年4月4日。

- 方昂〈從瘟神到溫生〉，《星洲日報·文藝春秋》，2007年8月5日。

- 黃錦樹〈重寫自畫像——馬華現代主義者溫祥英的寫作及其困境〉，《華文小文學的馬來西亞個案》，臺北：麥田，2015年。[2]

- 李有成〈溫祥英小說的文學史意義 〉，2016年。收入《馬華文學批評大系：李有成》，桃園：元智大學中國語文學系，2019年2月。